# Stockport (Iowa)
Stockport es una ciudad ubicada en el condado de Van Buren en el estado estadounidense de Iowa. En el Censo de 2020 actualmente tiene una población de 272 habitantes y una densidad poblacional de 102.26 personas por km².

## Geografía
Stockport se encuentra ubicada en las coordenadas 40°51′26″N 91°50′0″O / 40.85722, -91.83333. Según la Oficina del Censo de los Estados Unidos, Stockport tiene una superficie total de 2.66 km², de la cual 2.66 km² corresponden a tierra firme y (0%) 0 km² es agua.

## Demografía
Según el censo de 2010, había 296 personas residiendo en Stockport. La densidad de población era de 111,39 hab./km². De los 296 habitantes, Stockport estaba compuesto por el 96.96% blancos, el 0% eran afroamericanos, el 0.34% eran amerindios, el 1.01% eran asiáticos, el 0% eran isleños del Pacífico, el 0% eran de otras razas y el 1.69% pertenecían a dos o más razas. Del total de la población el 0.34% eran hispanos o latinos de cualquier raza.